# Heliodoxa jacula
El brillante coroniverde (en Panamá y Ecuador) (Heliodoxa jacula), también denominado diamante frentiverde (en Colombia), heliodoxa rabiazul (en Colombia), colibrí jacula, brillante frentiverde o colibrí brillante frentiverde (en Costa Rica), es una especie de ave apodiforme de la familia Trochilidae —los colibríes— perteneciente al género Heliodoxa. Es nativo del este de América Central y del noroeste de América del Sur.

## Distribución y hábitat
Se distribuye de forma disjunta en regiones montañosas desde el norte de Costa Rica, en Panamá, noroeste de Colombia y oeste de Ecuador.
Esta especie es considerada localmente común en sus hábitats naturales: las selvas húmedas montanas y sub-montanas, incluyendo los claros, los bordes, los crecimientos secundarios maduros y jardines adyacentes. En altitudes entre 300 y 2200m. A veces más bajo, tal vez debido a movimientos migratorios altitudinales estacionales. Forrajea entre el estrato medio y alto del bosque.

## Descripción
El macho mide en promedio 13 cm de longitud y pesa 9,5 g. El dorso y el abdomen son de color verde bronceado; la frente, la corona, el área loreal, la garganta y el pecho son de color verde brillante. Tiene una mancha blanca detrás del ojo, un parche pequeño violeta en la garganta, muslos blancos y cola de color negro azulado y bifurcada.
La hembra mide 12 cm de longitud y pesa 8 g. Presenta una mancha blanca detrás del ojo y una lista  por debajo del ojo. Tiene cola negra y levemente bifurcada, con una pequeña mancha blanca en la punta de las timoneras externas. Por debajo es blanca con abundantes manchas en el costado. Los ejemplares juveniles son más opacos y bronceados por debajo y los machos en la corona, y con un matiz extenso canela o ante en la garganta.
Su llamado es un chirrido fuerte «kyeu», repetido cuando está agitado.

## Alimentación
Se alimenta principalmente del néctar de las inflorescencias de enredaderas del género Marcgravia, las cuales el macho a veces tiene que defender. También se alimenta de las flores de  Heliconia, Drymonia y otras flores grandes. A diferencia de otras especies de colibríes, casi siempre se posa para comer. También captura pequeños insectos en vuelo o entre el follaje.

## Reproducción
El nido es una copa voluminosa de fibras vegetales y escamas de helechos arbórescentes montado en una rama pequeña inclinada. La hembra incuba sola dos huevos blancos de 16,5 por 11 mm.

## Sistemática

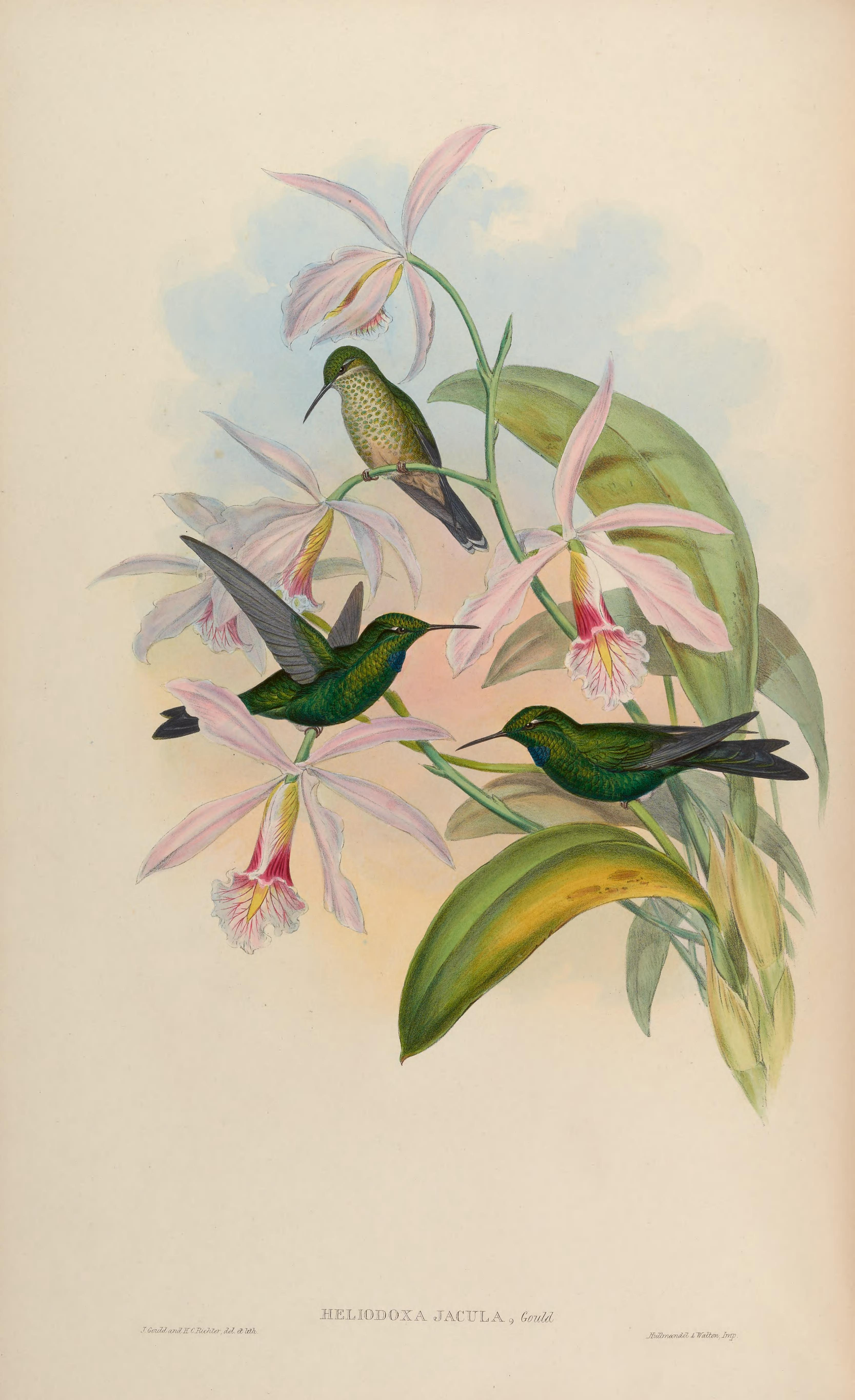
Heliodoxa jacula, ilustración de Gould y Richter en A monograph of the Trochilidae, or family of humming-birds 2, 1861.

### Descripción original
La especie H. jacula fue descrita por primera vez por el ornitólogo británico John Gould en 1850 bajo el mismo nombre científico; su localidad tipo es: «Bogotá, Colombia».

### Etimología
El nombre genérico femenino «Heliodoxa» se compone de las palabras del griego «hēlios» que significa ‘sol’, y «doxa» que significa ‘gloria’, ‘magnificencia’; y el nombre de la especie «jacula», proviene del latín «iaculus» que significa ‘rápido’.

### Taxonomía
Se registraron híbridos de la subespecie H. jacula jamersoni con Heliodoxa imperatrix.

### Subespecies
Según las clasificaciones del Congreso Ornitológico Internacional (IOC) y Clements Checklist/eBird  se reconocen tres subespecies, con su correspondiente distribución geográfica:
- Heliodoxa jacula henryi Lawrence, 1867 – montañas en Costa Rica y oeste de Panamá (hacia el este hasta el oeste de Coclé).
- Heliodoxa jacula jacula Gould, 1850 – este de Panamá hasta el norte y centro de Colombia (localmente ocurre en las tres cadenas andinas).
- Heliodoxa jacula jamersoni (Bourcier), 1851 – suroeste de Colombia hacia el sur hasta el oeste de Ecuador (al sur hasta El Oro).